# Hidalgo (metropolitana di Città del Messico)
Hidalgo è una delle principali stazioni della metropolitana di Città del Messico, si trova nel centro della città vicino all'Alameda Central, in corrispondenza delle linee 2 e 3, due delle più transitate del sistema.
La stazione deve il suo nome all'avenida Hidalgo, dove sorge, a sua volta il nome proviene dal padre dell'indipendenza del Messico, Miguel Hidalgo y Costilla.